# ガブリエーレ・オリアーリ
ガブリエーレ・オリアーリ（Gabriele Oriali、1952年11月25日 - ）は、イタリア出身の元同国代表の元サッカー選手、戦術眼と読みに優れた選手で、DFからMFまでこなせるユーティリティープレーヤーであった。

## 経歴
1966年にインテルナツィオナーレ・ミラノの下部組織に加わり、1970-71シーズンにトップチームに合流した。トップチームに在籍した13年間で、通算400試合以上に出場し、10番を背負ってプレーすることもあった。2度のリーグ優勝、コッパ・イタリアなどを制覇した。
代表チーには1978年のワールドカップ後から召集され、1982年の1982 FIFAワールドカップでは、イタリアの7試合のうち、5試合に出場、決勝の西ドイツ戦でも先発して優勝を果たした。
1999年から11年間、インテルのスポーツダイレクターを務め、一度は退任したが、2019年に復職するも、2021年で退任した。

## 所属クラブ
- インテルナツィオナーレ・ミラノ 1970-1983
- ACFフィオレンティーナ 1983-1987

## 代表
- イタリア代表　1978-1983
  - 代表通算：28試合出場 1得点
  - 1982年FIFAワールドカップ優勝